# Klieverink

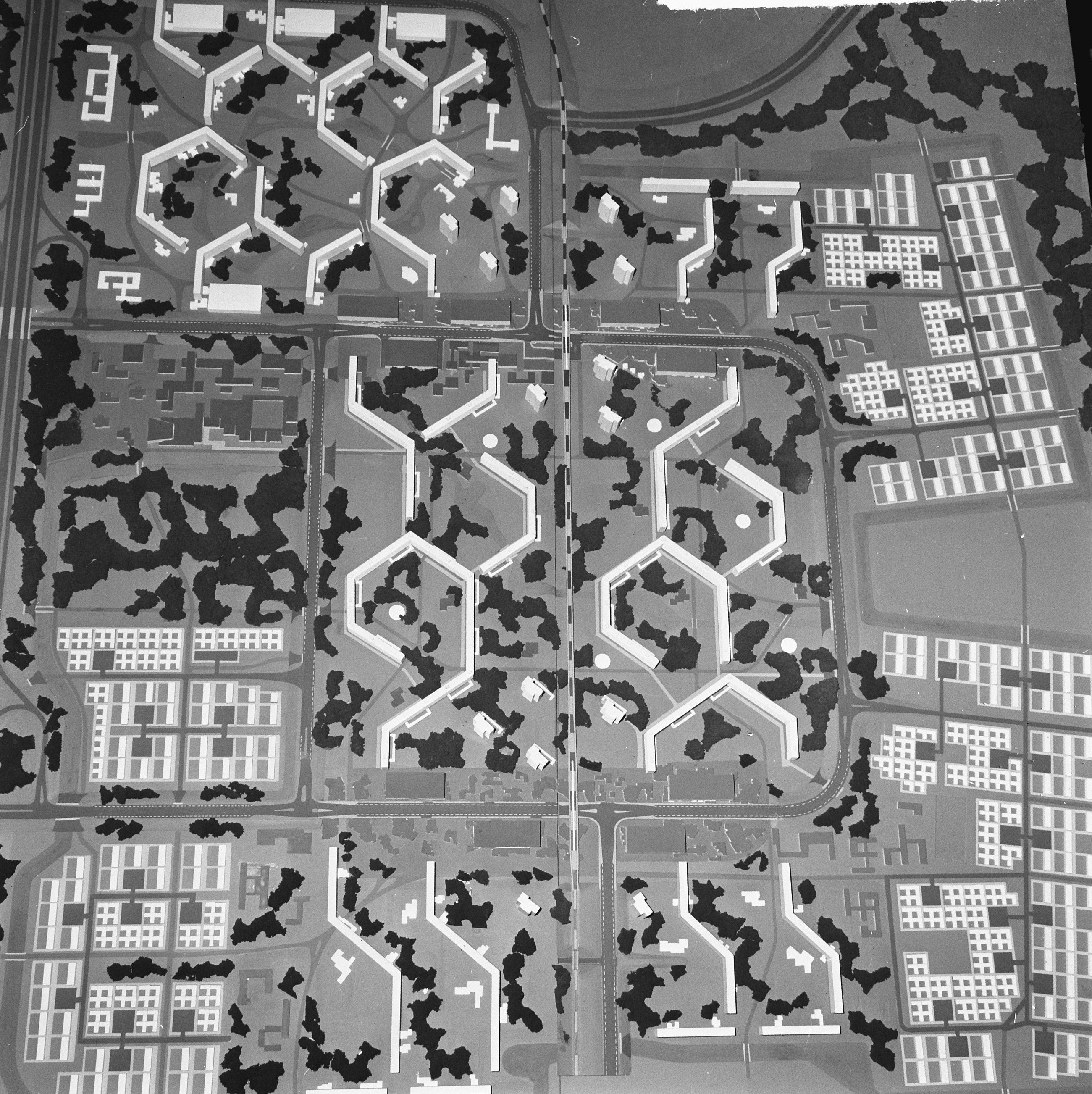
Rechtsonder Klieverink (l) en Kouwenoord (r) zonder torenflats op tekentafel (1965); de flats werden anders gebouwd

Klieverink is een woontoren en voormalige honingraatflat en de Klieverinkweg een straat in Amsterdam-Zuidoost. De honingraatflat kreeg haar naam op 25 juni 1969 en werd vernoemd naar de boerderij Klievering/Klieverink in gemeente Losser. 

## Honingraat
De bebouwing aan Klieverink begon als een zogenoemde honingraatflat naar ontwerp van architect Fop Ottenhof. Deze lange flat stond zuidwaarts haaks op de “snelweg” Karspeldreef, ten oosten langs de Kromwijkdreef. Begin jaren zeventig konden de bewoners er in. Er werd toen al gesproken over zogenaamde "halve honingraatflats" omdat Klieverink en bijvoorbeeld het nabijgelegen Kouwenoord korter waren dan de honingraatflats elders in de wijk (denk aan G-Buurt). Na oplevering van deze galerijflat en parkeergarage werd in 1974 aan de kop richting Karspeldreef een woontoren neergezet, die hetzelfde adres kreeg. Eind jaren negentig wilde men van de galerijflat af, de leegstand bedroeg ondanks een gehouden renovatie in 1985 inmiddels ongeveer 50% en de exploitatie was onbeheersbaar geworden, in de jaren nul van de 21e eeuw werd de flat inclusief parkeergarage (in 2014) en verbindingen daartussen gesloopt. Ten zuiden en ten westen van de nieuwbouw op de plaats van de gesloopte honingraatflat verscheen de Klieverinkweg. Op de plek van de parkeergarage kwamen studentenwoningen naar ontwerp van Te Kiefte Architecten.

## Woontoren

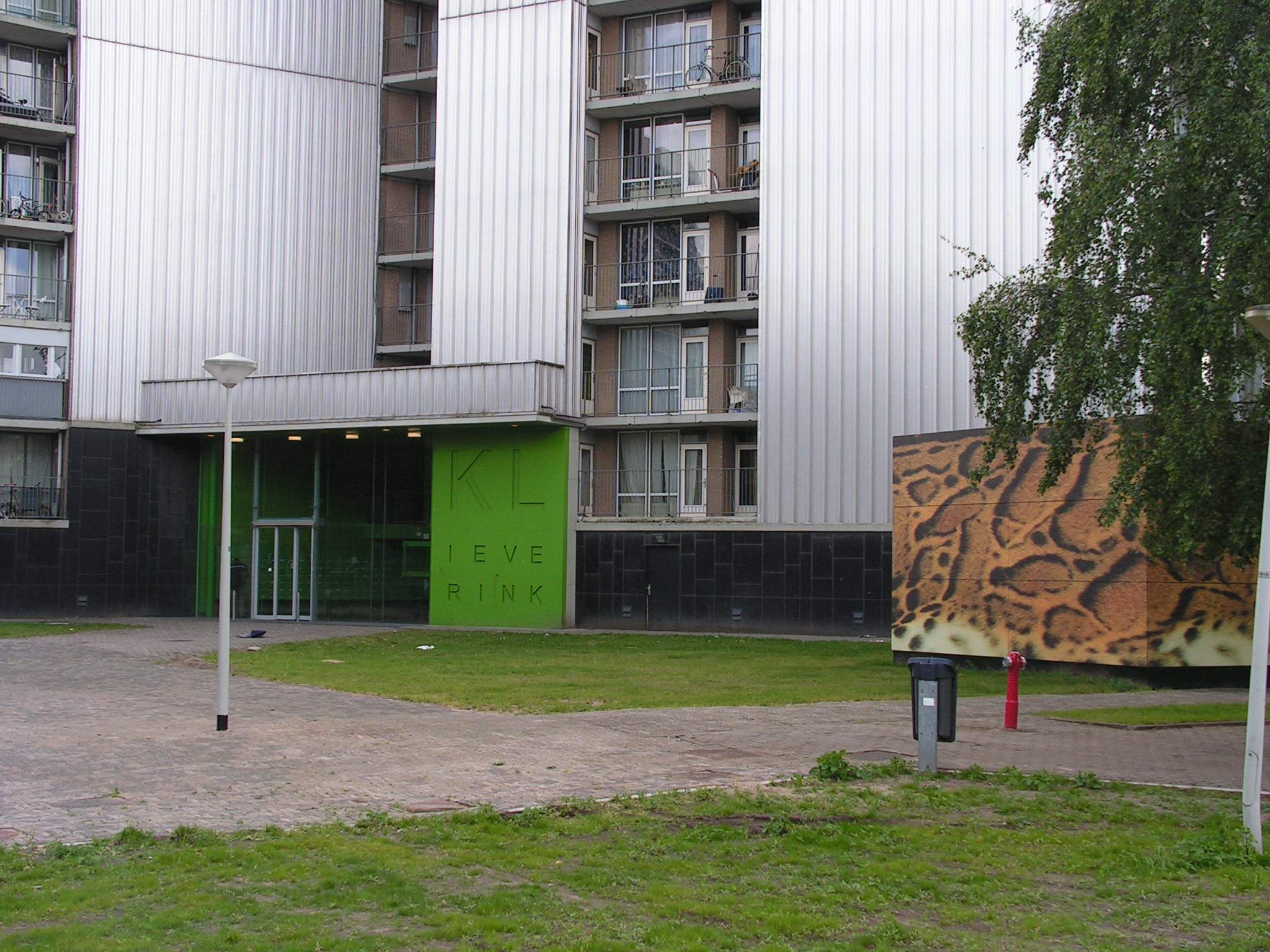
Versieringen entree en transformatorhuisje (2013)

De bijbehorende woontoren naar ontwerp van Bakker & Bakker bleef staan. Deze opvallende torenflat en haar drie buren (Kralenbeek, Kempering en Kouwenoord) zijn markante oriëntatiepunten in de buurt en aan de Karspeldreef en zijn van ver zichtbaar vanuit het Utrechtse weidegebied ten zuiden van Amsterdam. Ze zijn negentien verdiepingen (met daaronder een plint met boxen) en circa 64 meter hoog. Ze zouden tot de 500 hoogste gebouwen van Nederland behoren of hebben behoord. In het kader van de stadsvernieuwing werden de Karspeldreef en Kromwijkdreef al eind jaren negentig ter plekke afgegraven, hetgeen de hoogte van de toren benadrukt. De torenflat met 595 woningen werd in de periode na 2004 gerenoveerd onder leiding van Bastiaan Jongerius Architecten. Eigenaar Woonstichting De Key wilde de stramme flats aangenamer en toegankelijker laten ogen. Een van de ingrepen daarbij was dat de balkons (uiteraard strikt horizontaal) versierd werden met schuine geplaatste verticale lamellen, die ervoor zorgden dat de strenge gevel gebroken werd. Andere maatregelen bestonden uit de verhoging (en versiering) van de entree, plinten van basalt en dakranden. 
Niet alleen de torenflat werd aangepast, ook het bijbehorende transformatorhuisje werd aangepast. Kunstenaar Helmut Dick ontwierp prints van grote katachtige roofdieren, die rondom het huisje werden aangebracht. De zogenaamde Roofdierenblokken zouden staan voor de kracht en energie van de bewoners. Voor Klieverink werd het nevelpanter.